# Megadenus voeltzkovi
Megadenus voeltzkovi is een slakkensoort uit de familie van de Eulimidae. De wetenschappelijke naam van de soort is voor het eerst geldig gepubliceerd in 1914 door Schepman & Nierstrasz.